# برد زرد (شلال ودشتغل)
برد زرد (بالفارسية: بردزرد) هي منطقة سكنية تقع في إيران في قسم شلال ودشتغل الريفي. يقدر عدد سكانها بـ 29 نسمة .